# دیوید استوارت
دیوید استوارت (به انگلیسی: David Stewart) سناتور سابق عضو حزب ویگ بود. وی در سال ۱۸۴۹ تا ۱۸۵۰ میلادی سناتور ایالت مریلند در سنای ایالات متحده آمریکا بود.